# Manuel González Hierro
Manuel González Hierro (Guadalajara, 10 de junio de 1825 - Guadalajara, 1 de abril de 1896) fue un médico y político español. Fue concejal en el Ayuntamiento de Guadalajara, diputado provincial y diputado en el Congreso por la circunscripción de Guadalajara, siempre militando en las filas del Partido Republicano Democrático Federal del que fue su líder más destacado en la provincia de Guadalajara durante la segunda mitad del siglo XIX.
Se instruyó en el Instituto de Guadalajara y cursó la carrera de Medicina en la Universidad de Madrid. Para costearse sus estudios, desde su segundo curso universitario simultaneó su aprendizaje en las aulas con su trabajo como practicante en el hospital de San Carlos. Acabados con provecho sus estudios, regresó a Guadalajara donde ejerció la medicina durante casi medio siglo, destacando por su espíritu filantrópico que le llevaba a atender a los más necesitados de forma gratuita y, en muchas ocasiones, a pagar los gastos de cuidados y medicinas. Además, se prestó voluntariamente para atender a los enfermos afectados por la epidemia de cólera en Loranca de Tajuña y la de viruela en Molina de Aragón, siendo condecorado con la cruz de la Orden de Isabel la Católica y la encomienda de la Orden de Carlos III, honores que rechazó por coherencia republicana.
Desde su paso por las aulas universitarias destacó por su adhesión a las ideas democráticas, consiguiendo ganarse la confianza y amistad de José María Orense y, sobre todo, de Francisco Pi y Margall, al que siempre fue leal en las filas del republicanismo federal. Participó activamente desde las barricadas en las jornadas de 1848 y, veinte años después, fue miembro de la Junta Revolucionaria alcarreña. Reorganizada la Milicia Nacional en 1869, fue elegido jefe de los Voluntarios de la Libertad de Guadalajara y no dudó en salir a combatir personalmente la reacción carlista en defensa de la República.
Activo propagandista, siempre difundiendo su ideario federal, tuvo una destacada actividad periodística. En el Sexenio Revolucionario fue director de La Voz de la Alcarria y, después, colaboró con la prensa progresista de la provincia (La Verdad, Flores y Abejas, etc.). Como orador participó en numerosos mítines y actos por toda la provincia hasta el final de sus días, ganándose el reconocimiento público por sus virtudes humanas, su generosidad como médico y su defensa de los intereses de la provincia, como se puso de manifiesto a su muerte, acordando el  pleno municipal poner su nombre a una de la plazas del centro urbano. También fue director del casino de Guadalajara.